# Klaviertrio op. 11 (Beethoven)

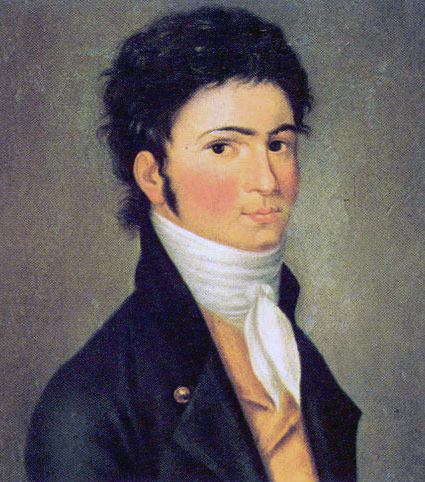
Beethoven-Porträt von Carl Traugott Riedel aus dem Jahr 1801

Das Trio op. 11 B-Dur („Gassenhauer-Trio“) von Ludwig van Beethoven ist ein Trio für Klarinette, Violoncello und Klavier, das alternativ auch in der klassischen Klaviertrio-Besetzung mit Violine statt der Klarinette gespielt werden kann.
Seinen Beinamen „Gassenhauer-Trio“ erhielt es aufgrund seines dritten Satzes, der ein Thema aus der komischen Oper L’amor marinaro (deutsch „Der Korsar aus Liebe“ oder „Die Liebe unter den Seeleuten“) von Joseph Weigl als Variationen verarbeitet.

## Entstehung
Das der Gräfin Maria Wilhelmine von Thun, einer Gönnerin Beethovens, gewidmete Werk entstand im Jahr 1797. Möglicher Anlass für die Komposition war ein Auftrag des Klarinettisten Josef Bähr. Aus diesem Umstand heraus sah Musikwissenschaftler Basil Smallman in dem Trio op. 11 ein Gelegenheitswerk.
Um die Popularität des Trios zu sichern, adaptierte Beethoven kurz nach dessen Entstehung den Klarinettenpart für die Violine.

## Zur Musik
Dem Klaviertrio liegt Wolfgang Amadeus Mozarts ebenfalls dreisätziges Trio für Klavier, Klarinette und Viola Es-Dur KV 498, das „Kegelstatt-Trio“, als Vorbild zu Grunde.
Im Gegensatz zu den eher anspruchsvollen drei Trios des op. 1 ist das leichtere Trio op. 11 auf einen heiteren Ton hin ausgelegt. Dennoch enthält das Trio einige harmonische Überraschungen, indem Beethoven beispielsweise eintaktige Perioden in a-Moll und F-Dur scharf gegenüberstellt.

### Erster Satz: Allegro con brio
Das kraftvolle Hauptthema ist durch Pianoschattierungen charakterisiert. Im weiteren Verlauf des Satzes endet die Exposition auf der Dominante F-Dur und wird unerwarteterweise einem Seitensatz in D-Dur gegenübergestellt.

### Zweiter Satz: Adagio
Im zweiten Satz, der in Es-Dur steht und in dreiteiliger Liedform mit Coda konzipiert ist, erklingt im Cello ein kantables Hauptthema in acht Takten. Nach Wiederholung des Vordersatzes durch die Klarinette (ebenfalls mit Klavierbegleitung) erklingen im Nachsatz alle drei Instrumente gemeinsam.

### Dritter Satz: Tema: Pria ch’io l’impegno. Allegretto – Var. I–IX
Der dritte Satz ist ein Variationensatz und bildet die Grundlage für die Benennung des Trios als „Gassenhauer-Trio“. Beethoven variiert hier ein Motiv aus der komischen Oper L’amor marinaro (deutsch „Der Korsar aus Liebe“ oder „Die Liebe unter den Seeleuten“) von Joseph Weigl als Variationen. Es geht um die Melodie des Terzetts „Pria ch’io l’impegno“ (deutsch „Bevor ich ans Werk geh'“). Diese Oper wurde seit der Uraufführung am 15. Oktober 1797 am Wiener Hoftheater gespielt, und besonders die genannte Melodie war zu ihrer Zeit praktisch ein Schlager. Auch andere Werke machten gern Verwendung davon, u. a. solche von Joseph von Eybler, Johann Nepomuk Hummel, Joseph Wölfl und Nicolò Paganini.
Der Satz besteht aus neun Variationen. Während beispielsweise die erste Variation alleine vom Klavier vorgetragen wird, führen in der zweiten Variation Klarinette und Cello einen Dialog ohne Beteiligung des Klaviers. Die fünfte Variation besteht aus Akkordblöcken im Stile eines Trauermarsches; die siebte Variation wiederum ist ein Marsch in b-Moll. Nach einer finalen, beschleunigenden Entwicklung zum 6/8-Takt hin kehrt die Coda wieder zum Grundmetrum zurück. Von den drei beteiligten Instrumenten hat das Klavier die dominierende Rolle inne.
Nach Aussage des Beethoven-Schülers Carl Czerny soll Beethoven erwogen haben, ein neues Finale für das Trio zu komponieren, um den Variationensatz als eigenständige Komposition herauszubringen. Beethoven-Biograf Alexander Wheelock Thayer wiederum berichtet von der bezweifelten Aussage des Artaria-Verlages, Beethoven habe erst im Nachhinein von der Herkunft des dem Satz zu Grunde liegenden Themas erfahren und sich über diese unzufrieden geäußert.

## Wirkung
Das Trio wurde im Jahr 1798 veröffentlicht. In diesem Zusammenhang erfolgte auch die Widmung an Gräfin Maria Wilhelmine von Thun (* 13. Juni 1744 in Wien; † 18. Mai 1800 ebenda).
Den Kritikern fiel besonders der leichte Ton des Trios auf. So schrieb beispielsweise die Allgemeine musikalische Zeitung im Jahr 1799:

„Dieses Trio, das stellenweise nicht leicht, aber doch fließender als manche andere Sachen vom Verfasser ist, macht auf dem Fortepiano mit der Klavierbegleitung ein recht gutes ensemble. Derselbe würde uns, bey seiner nicht gewöhnlichen harmonischen Kenntnis und Liebe zum ernsteren Satze, viel Gutes  liefern, das unsere faden Leyersachen von öfters berühmten Männern weit hinter sich zurückließe, wenn er immer mehr natürlich als gesucht schreiben wollte.“